# New Knoxville
New Knoxville és una població dels Estats Units a l'estat d'Ohio. Segons el cens del 2000 tenia 891 habitants.

## Demografia
Segons el cens del 2000, New Knoxville tenia 891 habitants, 348 habitatges, i 249 famílies. La densitat de població era de 441 habitants/km².
Dels 348 habitatges en un 37,4% hi vivien nens de menys de 18 anys, en un 62,1% hi vivien parelles casades, en un 7,5% dones solteres, i en un 28,4% no eren unitats familiars. En el 26,4% dels habitatges hi vivien persones soles el 12,9% de les quals corresponia a persones de 65 anys o més que vivien soles. El nombre mitjà de persones vivint en cada habitatge era de 2,56 i el nombre mitjà de persones que vivien en cada família era de 3,13.
Per edats la població es repartia de la següent manera: un 28,1% tenia menys de 18 anys, un 7,4% entre 18 i 24, un 32,4% entre 25 i 44, un 16,8% de 45 a 60 i un 15,3% 65 anys o més.
L'edat mediana era de 35 anys. Per cada 100 dones de 18 o més anys hi havia 92,5 homes.
La renda mediana per habitatge era de 42.375 $ i la renda mediana per família de 51.000 $. Els homes tenien una renda mediana de 33.833 $ mentre que les dones 23.750 $. La renda per capita de la població era de 18.800 $. Aproximadament el 4,1% de les famílies i el 4,7% de la població estaven per davall del llindar de pobresa.

## Poblacions més properes
El següent diagrama mostra les poblacions més properes.